# Itaewon
Itaewon (en coreano: 이태원, IPA [itʰɛwʌn]) es la zona que rodea a Itaewon-dong, en Yongsan-gu, Seúl (Corea del Sur). Está comunicado por medio de la línea 6 del metro de Seúl, a través de las estaciones de Itaewon, Noksapyeong y Hanganjin. En el distrito viven unas 22 000 personas y es muy popular entre los residentes de Seúl, pero también entre los turistas, los expatriados y el personal militar de los Estados Unidos. Es conocido como el Distrito Internacional de Seúl, pues en él viven muchos de los extranjeros que residen en Corea del Sur.

## Etimología
El topónimo Itaewon deriva en un principio del nombre de una posada ubicada allí durante la dinastía Joseon. En la actualidad, se llama Itaewon en alusión a la abundancia de perales (梨泰院).  Según un cuento popular, el nombre también se escribió con diferentes caracteres hanja, que aludían a bebés extranjeros (異胎院). Cuando los japoneses invadieron Seúl (1592-1593) durante la guerra de Imjin, un grupo de soldados japoneses se apoderó de un templo budista en lo que ahora es Itaewon, donde vivían monjas budistas. Los soldados se quedaron en el templo por un tiempo y violaron a las monjas budistas. Cuando los soldados se fueron, quemaron el templo budista. Las monjas budistas violadas, al quedar sin hogar, se establecieron cerca y finalmente dieron a luz a niños. La gente de los pueblos vecinos nombró el lugar Itaewon en honor a las monjas budistas embarazadas. Durante la guerra de Imjin, aquí también vivían los soldados japoneses que se rindieron (이타인/異他人).

## Atracciones locales
Como Distrito Internacional de Seúl, Itaewon es conocido por tener restaurantes en los que se sirven platos de cocinas que no están suficientemente extendidas en Corea, como por ejemplo de la gastronomía de Gran Bretaña, Alemania, Francia, India, Italia, el Sudeste Asiático, Portugal, España, Turquía, México, los Estados Unidos y Canadá. Esencialmente, se lo conoce como el "Distrito Internacional" o, a veces, como "Ciudad Occidental", que recuerda a muchos barrios chinos en las naciones occidentales.
Itaewon, junto con barrios y atracciones como Hongdae, Insadong y la Torre de Seúl, es uno de los lugares más populares de Seúl para los turistas. Los principales hoteles, como el Grand Hyatt Seoul o el emblemático Hamilton Hotel, se encuentran aquí, así como varios hoteles y casas de huéspedes más pequeños. Hay docenas de tiendas dirigidas a los turistas, que ofrecen souvenirs occidentales o tradicionales de Corea. Además, en el distrito se venden productos de cuero de alta calidad, al por menor o hechos a medida, a precios razonables (aunque también se esperan regateos).
Itaewon fue conocido durante mucho tiempo como un centro de productos falsificados de alta calidad, pero esos productos han ido desapareciendo en gran medida. También están disponibles algunos productos auténticos, que sólo se producen en Corea para el mercado internacional, así como algunas importaciones auténticas. Itaewon es conocido por sus fabricantes de ropa, en especial de camisas y trajes a medida.
Dentro de Itaewon se ubica un barrio conocido como Homo Hill, que es el barrio gay de Seúl.  A pesar de la naturaleza tabú de la homosexualidad en Corea del Sur, las personas pueden expresarse abiertamente dentro de ese vecindario.
Muchos extranjeros en Corea residen dentro o cerca de Itaewon, así como algunos de los coreanos más ricos en el vecindario de Hannam-dong, incluido el difunto presidente de Samsung, Lee Kun-hee, las estrellas de K-pop BTS y G-Dragon, así como Ju Ji-hoon, el actor de Kingdom, de Netflix.

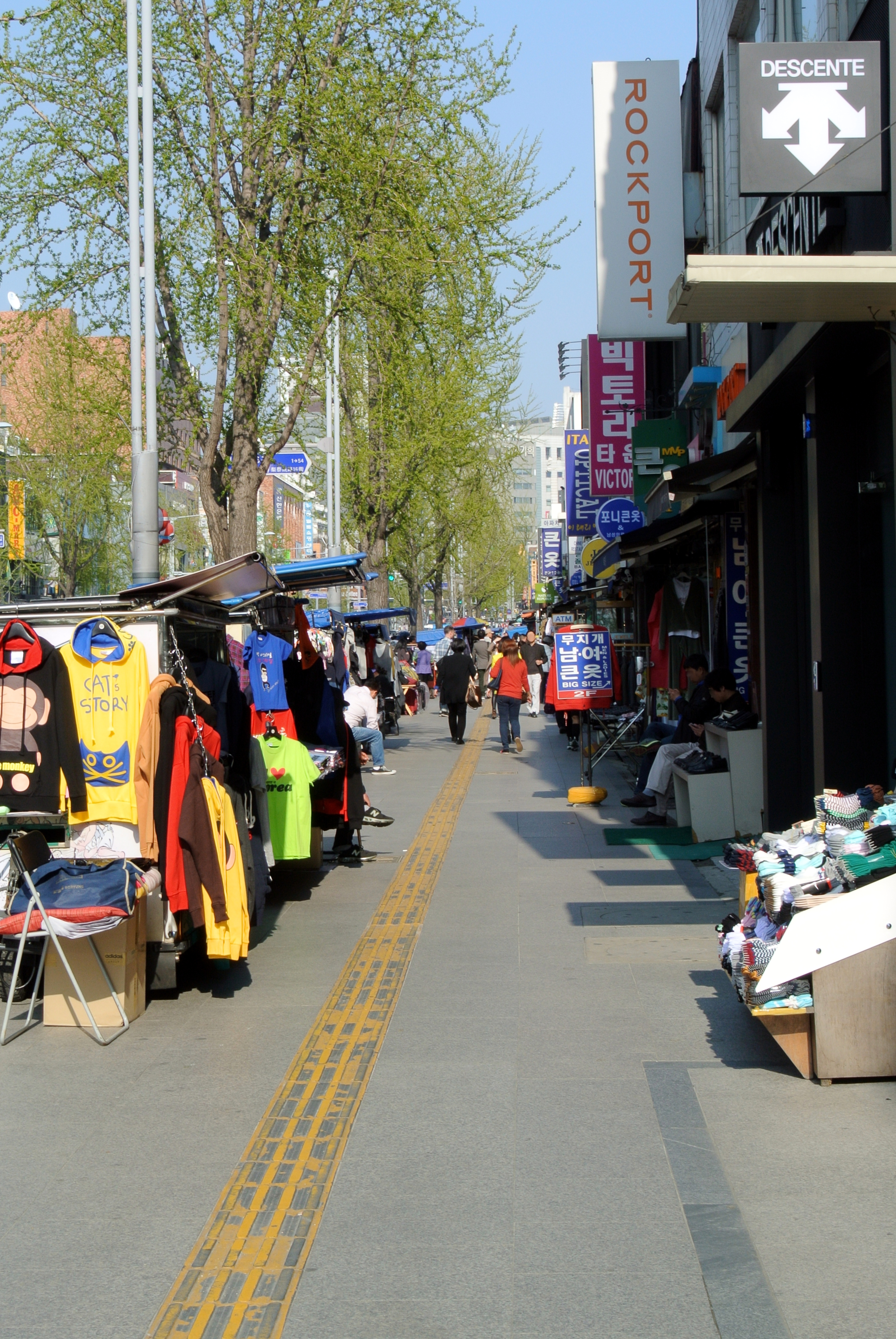
Una calle en Itaewon
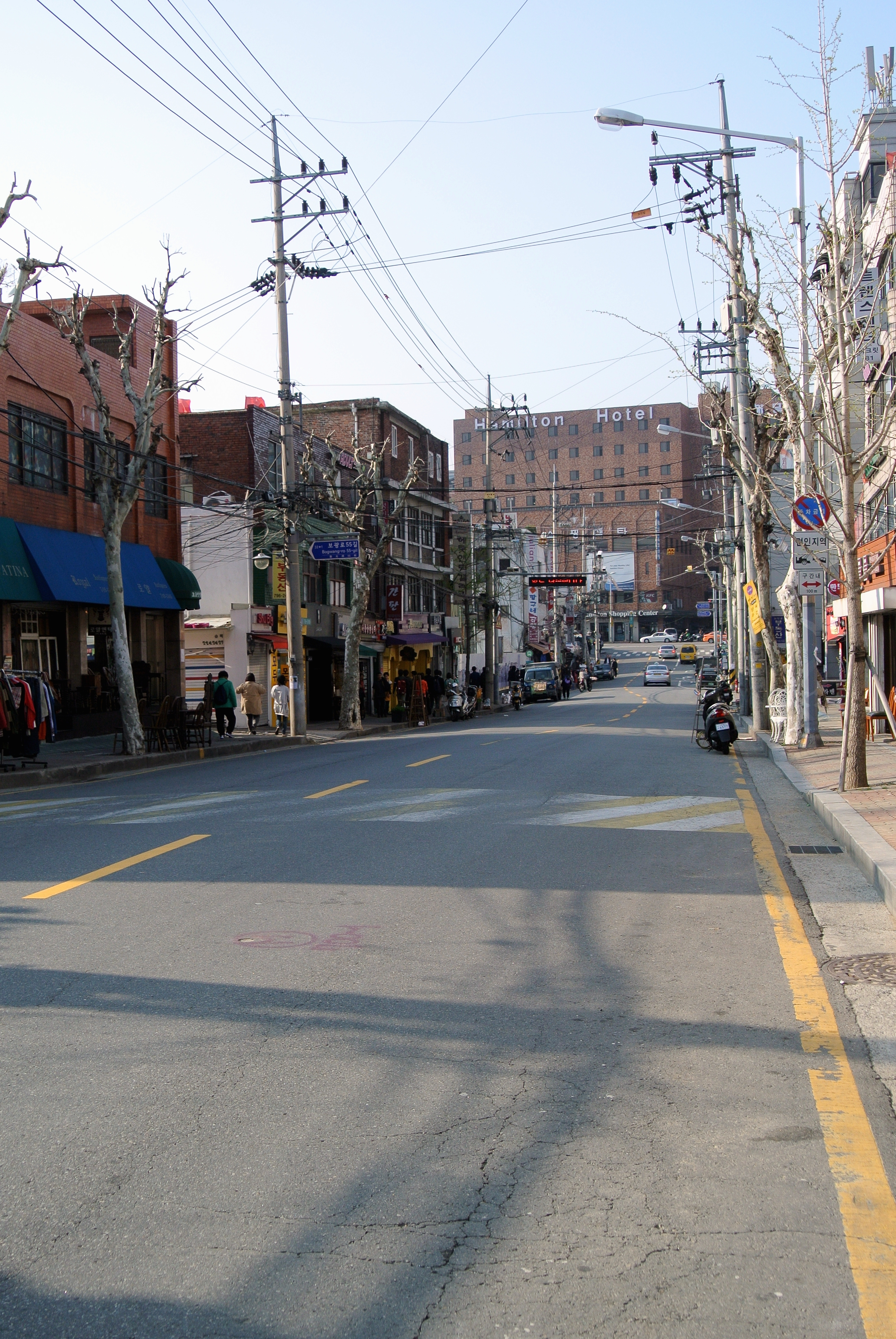
La calle Bogwang y el Hamilton Hotel en Itaewon

### Gyeongnidan Street
En Itaewon está la multinacional Gyeongnidan Street. Se sitúa en medio del distrito escolar de primaria de Itaewon. Hay muchos restaurantes internacionales a lo largo de la calle.

## Festivales conocidos
- Fiesta de la Aldea global
- Festival de Halloween

## Tragedia de Halloween del 2022
El 29 de octubre de 2022 a las 22:46 p. m. (hora local), ocurrió una mortífera estampida humana, que se saldo con la vida de 154 personas (19 extranjeros), cuando concurrían a un festival celebrado en vísperas al día de Halloween. Itaewon es uno de los pocos lugares que celebra costumbres occidentales, por lo cual gente de todo Seúl, de Corea del Sur e incluso del mundo entero acudieron a visitar el barrio. El accidente tuvo lugar en el lateral del hotel Hamilton, cerca de la estación Itaewon del metro de Seúl, en un callejón de 5 metros de ancho y 50 metros de largo. Con una pendiente de más de 20 grados, la gente que estaba arriba cayó e esto provocó un efecto dominó, dejando a cientos de personas atrapadas entre cadáveres, heridos y más gente.  Los servicios de emergencia recibieron al menos 81 llamadas de aviso desde la zona del Hotel Hamilton por dificultades respiratorias desde las 23.30 horas. El presidente de Corea del Sur, Yoon Suk-yeol, anunció un período de duelo nacional por la avalancha mortal del sábado por la noche que había matado al menos a 154 personas y herido a otras 82 en Seúl. Yoon anunció a los surcoreanos desde la oficina presidencial que el período de luto duraría hasta que se controlasen las consecuencias del desastre: mi corazón está apesadumbrado y lucho por sobrellevar mi dolor, dijo, agregando que se sentía responsable de la vida y la seguridad de las personas.

## En la cultura popular
El cantautor coreano JYP (Park Jin-young) y el dúo de hip hop de Yoo Se-yoon, UV, lanzaron la canción "Itaewon Freedom" en abril del 2011. El título alude (y con mayor razón) a una percepción coreana común de la extrañeza y apertura de Itaewon, atmósfera que contrasta con la cultura coreana convencional, que es más conservadora.  La popularidad de la canción y su video musical inspiraron una canción y un video de versión de parodia del grupo de chicas Crayon Pop en el 2013. Ambos videos fueron filmados parcialmente en locaciones de Itaewon.
La serie de televisión surcoreana de 2020 Itaewon Class también se desarrolla en Itaewon.

## Revitalización
Itaewon es el distrito comercial más cercano a la guarnición de Yongsan, de las Fuerzas Armadas de los Estados Unidos en Corea (USFK). En el 2001, Itaewon era más conocido por los bares de mala muerte y los salones de prostitución que atendían a los soldados y militares norteamericanos con base en Yongsan. Después del 11 de septiembre del 2001, se cerraron todas las bases militares y se impusieron estrictos toques de queda. Como resultado, muchos de los bares cerraron. En su lugar, abrieron cafeterías, bares de moda y restaurantes de comida fusión e internacional, convirtiendo a Itaewon en un distrito popular para los jóvenes coreanos mundanos y para los residentes extranjeros. Ahora alberga un festival anual de Itaewon Global Village, lo que consolida su reputación como un Gangnam exótico y multicultural.